# Marmaray
| \| \| \| Halkalı YHT \| \| \| \| \| \| \| \| \| \| Ataköy \| \| \| \| \| Bakırköy YHT \| \| \| \| \| \| \| \| \| \| \| \| \| \| \| \| \| \| \| \| Yenikapı \| \| \| \| \| Sirkeci \| \| \| \| \| Bosporus \| \| \| \| \| Haydarpasa \| \| \| \| \| Üsküdar \| \| \| \| \| Ayrılık Çeşmesi \| \| \| \| \| \| \| \| \| \| Söğütlüçeşme YHT \| \| \| \| \| \| \| \| \| \| Göztepe \| \| \| \| \| \| \| \| \| \| Bostancı YHT \| \| \| \| \| \| \| \| \| \| Pendik YHT \| \| \| \| \| \| \| \| \| \| İçmeler \| \| \| \| \| Istanbul \| \| \| \| \| \| \| \| \| \| Provinz Kocaeli \| \| \| \| \| Gebze YHT \| \| |  |                  |                  |
| Kopfbahnhof Streckenanfang |  | Halkalı YHT      | Halkalı YHT      |
| |  |                  |                  |
| Haltepunkt / Haltestelle |  | Ataköy           | Ataköy           |
| Bahnhof |  | Bakırköy YHT     | Bakırköy YHT     |
| |  |                  |                  |
| Verschwenkung nach links und ehemals nach rechts |  |                  |                  |
| Strecke (außer Betrieb) · Tunnelanfang |  |                  |                  |
| Haltepunkt / Haltestelle (Strecke außer Betrieb) · Haltepunkt / Haltestelle (im Tunnel) |  | Yenikapı         | Yenikapı         |
| Kopfbahnhof Streckenende (Strecke außer Betrieb) · Haltepunkt / Haltestelle (im Tunnel) |  | Sirkeci          | Sirkeci          |
| Strecke unter Wasserlauf (im Tunnel) |  | Bosporus         | Bosporus         |
| Kopfbahnhof Streckenanfang (Strecke außer Betrieb) · Strecke (im Tunnel) |  | Haydarpasa       | Haydarpasa       |
| Strecke (außer Betrieb) · Haltepunkt / Haltestelle (im Tunnel) |  | Üsküdar          | Üsküdar          |
| Strecke (außer Betrieb) · Haltepunkt / Haltestelle Tunnelende |  | Ayrılık Çeşmesi  | Ayrılık Çeşmesi  |
| Verschwenkung von links und ehemals von rechts |  |                  |                  |
| Bahnhof |  | Söğütlüçeşme YHT | Söğütlüçeşme YHT |
| |  |                  |                  |
| Haltepunkt / Haltestelle |  | Göztepe          | Göztepe          |
| |  |                  |                  |
| Bahnhof |  | Bostancı YHT     | Bostancı YHT     |
| |  |                  |                  |
| Bahnhof |  | Pendik YHT       | Pendik YHT       |
| |  |                  |                  |
| Haltepunkt / Haltestelle |  | İçmeler          | İçmeler          |
| |  | Istanbul         |                  |
| Grenze |  |                  |                  |
| |  | Provinz Kocaeli  |                  |
| Kopfbahnhof Streckenende |  | Gebze YHT        | Gebze YHT        |

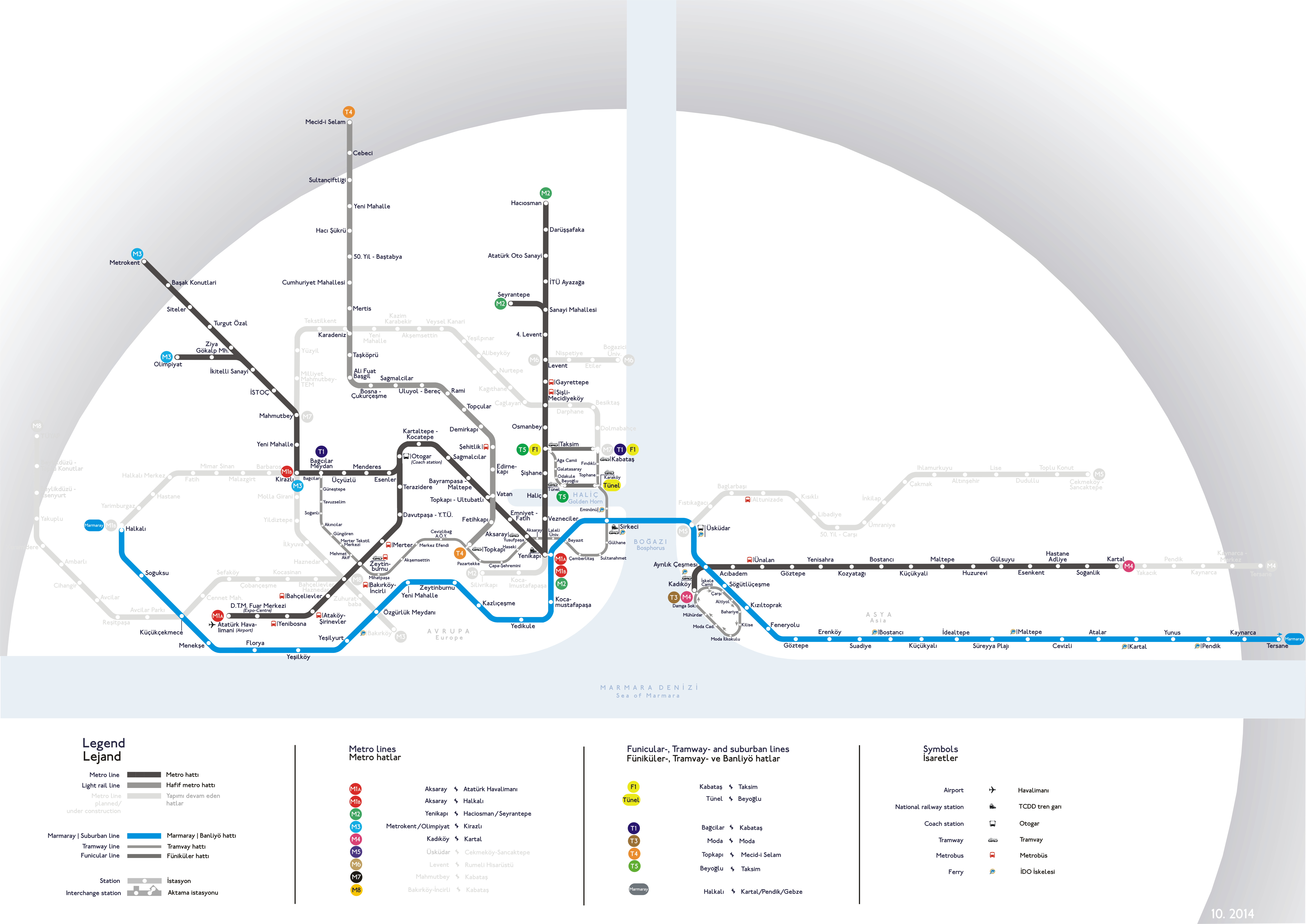
Im Marmaray-Projekt wurden die Vorortlinien (blau) auf der europäischen Seite mit denen auf der asiatischen Seite Istanbuls durch einen Tunnel unter dem Bosporus verbunden

Marmaray ist eine Eisenbahnstrecke in Istanbul, sie umfasst den Marmaray-Tunnel unter dem Bosporus sowie dessen Zufahrtsstrecken bis Halkalı auf der europäischen und Gebze auf der asiatischen Seite. Der Name des Projekts leitet sich von Marmarameer und dem türkischen Wort ray für Schiene oder Gleis ab. Das Projekt verbindet die beiden İstanbul-Banliyö-Trenleri-Linien miteinander, dient dem Personennah- und -fernverkehr sowie dem Güterverkehr. Es ist die erste direkte Verbindung zwischen dem europäischen und dem asiatischen Teilnetz der TCDD und außerdem die erste normalspurige Eisenbahnverbindung zwischen den beiden Kontinenten. Die Strecke wird auf ganzer Länge neben den Vorortezügen der Banliyö Trenleri auch vom Hochgeschwindigkeitszug Yüksek Hızlı Tren genutzt.

## Vorgeschichte
Die Idee eines Bosporustunnels stammt aus dem Jahr 1860. Da der Bosporus relativ tief ist und mit der damaligen Technik eine Unterquerung nicht möglich war, sollte eine Art „schwebender Tunnel“ entstehen, der wie eine Brücke auf Pfeilern auf dem Meeresgrund ruhen sollte. Während der folgenden Jahrzehnte wurde die Idee weiter diskutiert. Ein zweiter Plan aus dem Jahr 1902 sah Tunnelröhren vor, die ähnlich dem 1908 eröffneten Hudsontunnel in New York auf dem Meeresgrund liegen sollten. Diese Entwürfe und weitere Ideen wurden nicht weiter verfolgt.

## Voraussetzungen

### Regional
Mit 15 Millionen Einwohnern gehört Istanbul zu den zwanzig größten Städten der Welt. Der Bosporus teilt die Stadt in ein europäisches und ein asiatisches Gebiet, wobei rund zwei Drittel der Bevölkerung im europäischen Teil leben. Die beiden Teile der Stadt sind durch Fährschiffe und drei Straßenbrücken miteinander verbunden. Der Anteil des Schienenverkehrs am gesamten Verkehr ist in Istanbul gering im Vergleich zu anderen großen Städten.

### Überregional
Der Bosporus trennte das westeuropäische normalspurige Schienennetz von dem ebenfalls normalspurigen Netz der asiatischen Türkei, des Irak, Syriens und des Iran. Güterwagen mussten deshalb mit Fährschiffen über die Meeresstraße transportiert werden. Eine Ausweichroute nördlich des Schwarzen Meeres ist wegen der unterschiedlichen Spurweite in der Ukraine, Russland und Georgien sehr teuer und aufwendig. Es existieren Pläne zur Verbindung des westeuropäischen mit dem chinesischen Normalspurnetz über die Türkei, Iran, Turkmenistan und Kasachstan.

## Entscheidung
Aufgrund des rasanten Wachstums der Stadt und des städtischen Verkehrs wurde die Idee eines Tunnels in den 1980er Jahren wieder aufgegriffen, eine umfassende Studie wurde 1987 veröffentlicht. Ein weiteres Gutachten aus dem Jahr 1998 führte schließlich zur Entscheidung, die Pläne umzusetzen. Am 19. August 1999 unterzeichneten der türkische Staatsminister Recep Önal und der japanische Außenminister Masahiko Kōmura in Ankara eine Vereinbarung über das Projekt. Damit wurde ein erstes Darlehen in Höhe von 117 Millionen US-Dollar freigegeben. Insgesamt hatte Japan die Absicht, 886 Millionen Dollar für das 1,6-Milliarden-Dollar-Projekt zur Verfügung zu stellen. Die Fertigstellung war ursprünglich binnen vier Jahren vorgesehen. 2004 trat die Europäische Investitionsbank (EIB) hinzu.

## Ausführung

Marmaray-Projekt auf dem Streckennetzplan

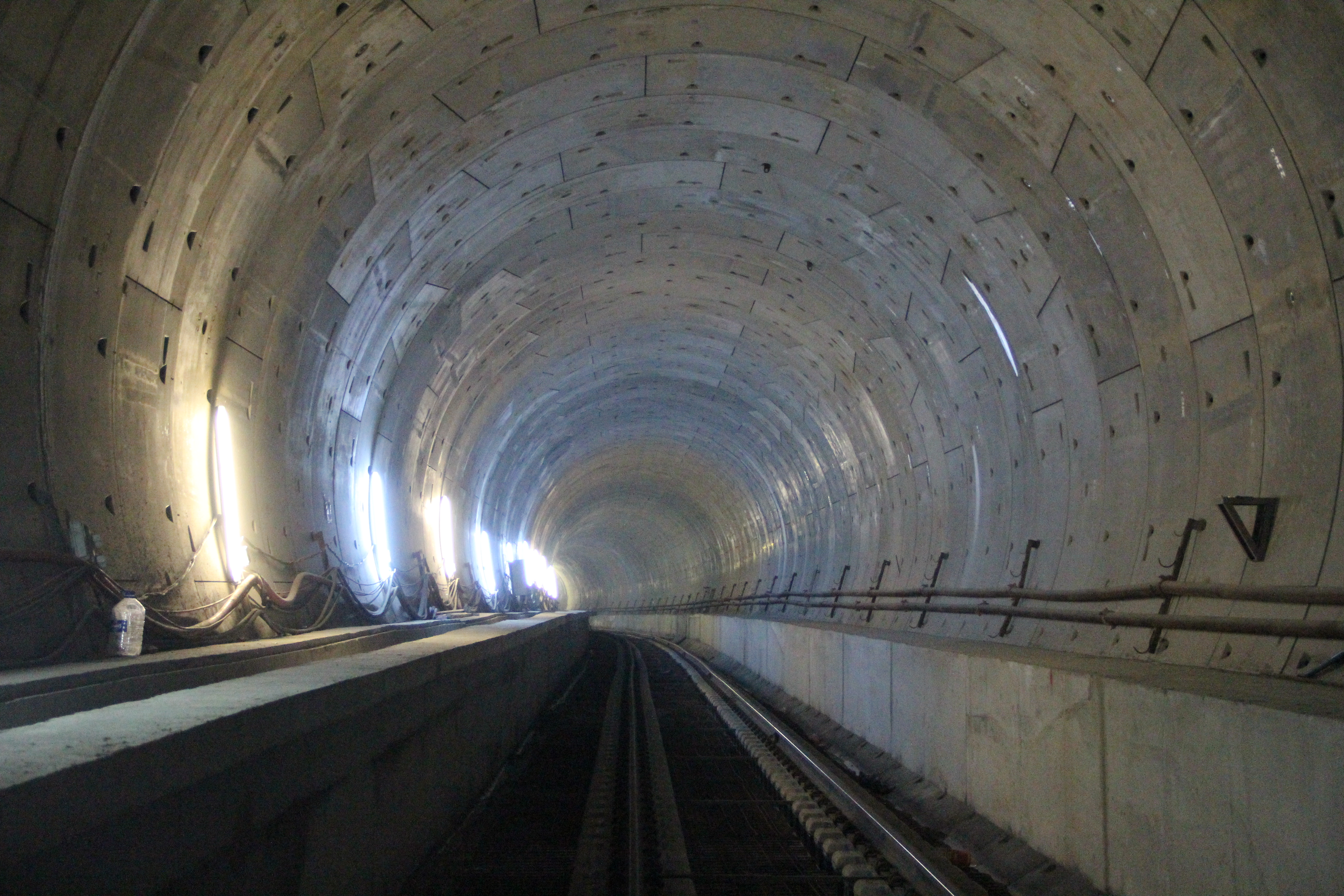
Tunnel des Marmaray-Projekts

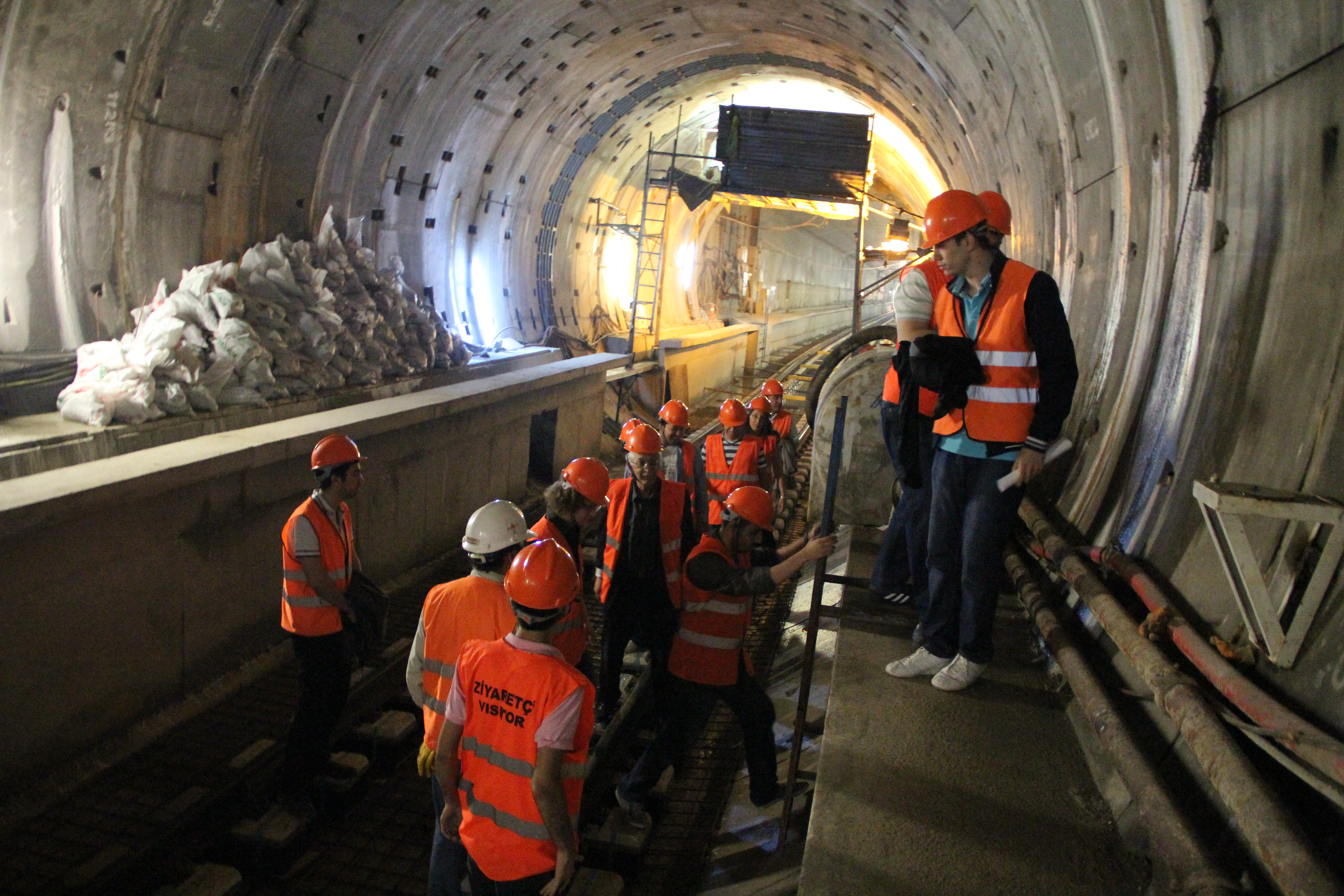
Bauarbeiten im Mai 2012

Der Bosporus wird in einem 1387 m langen Absenktunnel unterquert, der 56 m unter dem Meeresspiegel unter der Meerenge hindurchführt. Die elf Tunnelelemente wurden vorgefertigt und am Einbauort in einem zuvor am Meeresgrund angelegten Graben abgesenkt. Nach der Verbindung der Segmente wurde der Graben wieder aufgefüllt. Von den elf Tunnelsegmenten haben acht die Länge 135 m, zwei 98,5 m und eines 110 m. Außen sind die vorgefertigten Elemente 8,75 m hoch und 15,5 m breit. Die Tunnelsegmente wurden auf der Landseite mit in bergmännischem Vortrieb erstellten Tunnelröhren verbunden.
Für das 2013 in Betrieb gegangene Teilstück wurden in Yenikapı, Sirkeci und Üsküdar unterirdische Bahnhöfe neu gebaut, für die Gesamtstrecke 37 oberirdische Stationen modernisiert oder neu gebaut. An der Station Yenikapı kann zu den U-Bahn-Linien M1A, M1B und M2 umgestiegen werden, an der Station Sirkeci entstand unter dem europäischen Hauptbahnhof der Stadt ein Vorortbahnhof in Tieflage mit Umsteigemöglichkeit zur Straßenbahnlinie T1. In Üsküdar gibt es eine Umsteigemöglichkeit zur Metrolinie Üsküdar–Dudullu (M5) und in İbrahimağa/Ayrılıkçeşme zur M4.
Die Strecke ist überwiegend dreigleisig, zwei Gleise sind für den Nahverkehr, eines ist für den Fernverkehr reserviert. Das Fernverkehrsgleis hat alle vier bis fünf Kilometer Ausweichstellen. Der Tunnel unter dem Bosporus ist zweigleisig ausgeführt. Der Fernverkehr bedient acht Stationen in Istanbul und braucht von Gebze nach Halkalı 105 Minuten. Wegen der hohen Auslastung durch den Personenverkehr verkehren die Güterzüge nachts. Für den Personennahverkehr soll eine Beförderungsleistung von 75.000 Fahrgästen pro Stunde und Richtung erreicht werden. Der Anteil des Schienenverkehrs in Istanbul soll sich damit von 3,6 % auf 27,7 % erhöhen.
Die Zugbeeinflussungssysteme sind für die Vorortzüge auf den Gleisen T1 und T2 das CBTC-System Sirius von Invensys Rail Dimetronic (jetzt als Trainguard Sirius bei Siemens Mobility) und ETCS Level 1 für den Fernverkehr auf Gleis T3. Die gemeinsame Leitzentrale ist in Maltepe.

## Fahrzeuge

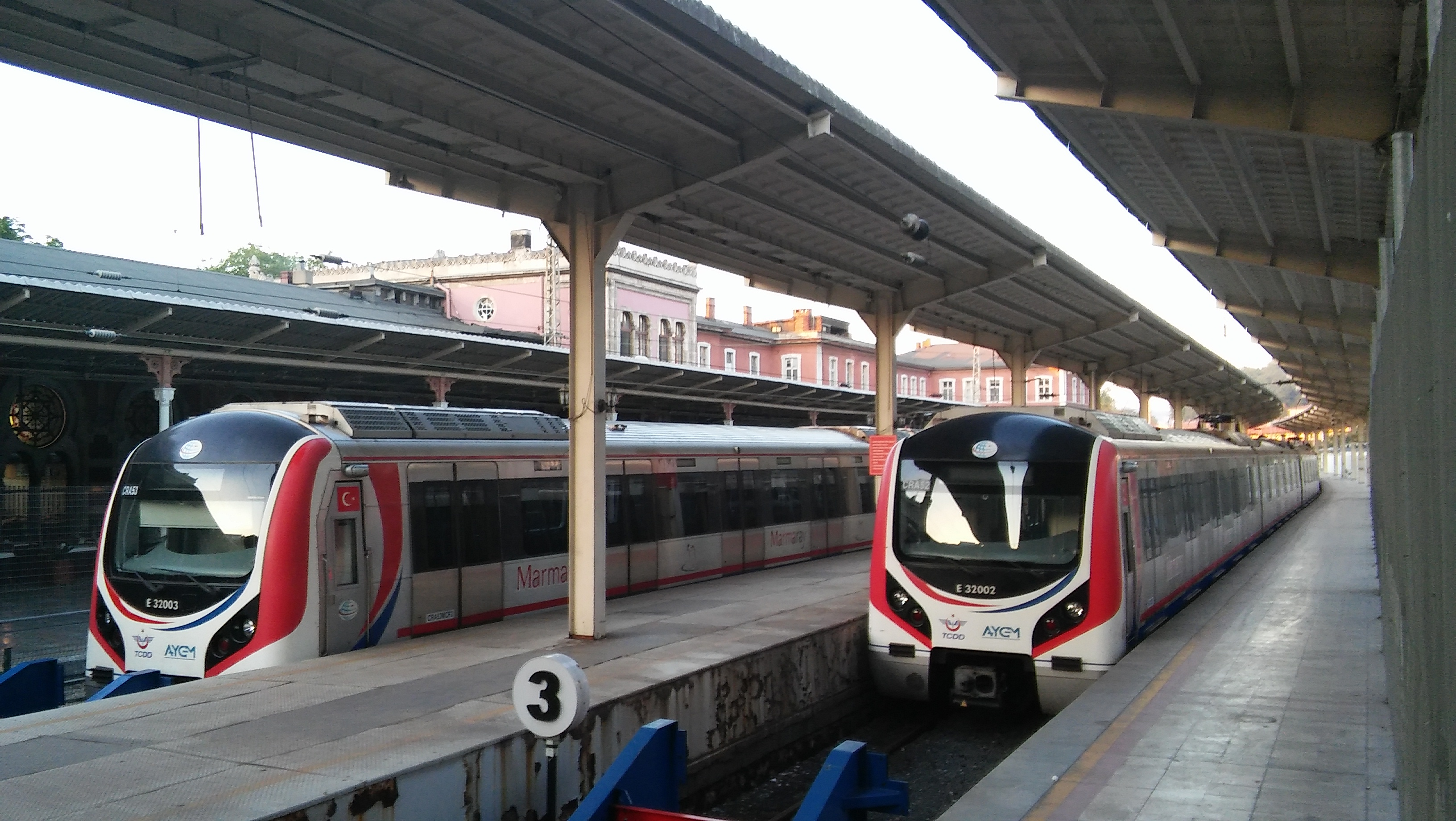
İstanbul Banliyö Trenleri-Zuggarnituren in Istanbul

Als Teil des Marmaray-Projekts wurden für den Nahverkehr 20 fünfteilige und 34 zehnteilige Triebzüge von der koreanischen Firma Hyundai Rotem geliefert. Die Fahrzeuge sind 3 m breit; ein Zehn-Wagen-Zug ist 220 Meter lang und kann bis zu 3040 Personen befördern. Für diese hohe Kapazität und einen raschen Fahrgastwechsel haben die Wagen auf jeder Seite fünf Doppeltüren und breite Stehplatzbereiche, aber nur relativ wenige Sitzplätze. Die Wagenkästen sind aus rostfreiem Stahl geschweißt und auf eine Haltbarkeit von 50 Jahren ausgelegt.

## Baukosten
Die Baukosten des Projekts sollen rund 2,5 Milliarden Euro betragen. Die Japan Bank for International Cooperation (JBIC) und die Europäische Investitionsbank (EIB) tragen den größten Teil der Finanzierung. Wie so häufig bei großen Bauprojekten werden auch hier die Baukosten nicht eingehalten. Über genaue Zahlen halten sich die Verantwortlichen jedoch sehr bedeckt.

## Archäologische Funde
Die Bauarbeiten begannen im Mai 2004. Bei den Arbeiten an der Station Yenikapı wurden Überreste des antiken Hafens von Byzanz aus dem 4. Jahrhundert inkl. 33 Schiffen sowie bis zu 8500 Jahre alter Gräber gefunden. Für das Marmaray-Projekt hatte dies einen örtlichen Baustopp zur Folge. Am 13. Januar 2011 wurden die archäologischen Ausgrabungen abgeschlossen. Für die bei den Grabungen gefundenen Objekte soll ein neues Museum geschaffen werden.

## Vertragsgeschichte
Anfang 2010 hat das für Gleisverlegung und elektrische Anlagen zuständige A.M.D.-Konsortium (bestehend aus Alstom, Marubeni und Dogus) den Vertrag aufgekündigt. Im September 2010 wurde der Auftrag erneut ausgeschrieben, im Mai 2011 wurden die finanziellen Angebote der qualifizierten Joint Ventures veröffentlicht: OHL und Dimetronic (1,04 Mrd. Euro); Impergilo, Alarko und Ansaldo (1,07 Mrd. Euro); Astaldi, Yüksel und Gülermak (1,11 Mrd. Euro); CRCC, Cengiz Construction und IC İçtaş (1,35 Mrd. Euro); Bechtel und Enka (1,48 Mrd. Euro).
Der Auftrag für die Zugbeeinflussungssysteme der gesamten Strecke im Wert von 932,8 Millionen Euro wurde am 25. Oktober 2011 an ein Joint Venture bestehend aus der spanischen Baugesellschaft Obrascón Huarte Lain (OHL) und dem britischen Unternehmen Invensys Rail (im Verhältnis 70:30) vergeben. Das Projekt wird von der Entwicklungsbank des Europarates und der Europäischen Investitionsbank unterstützt.

## Eröffnung

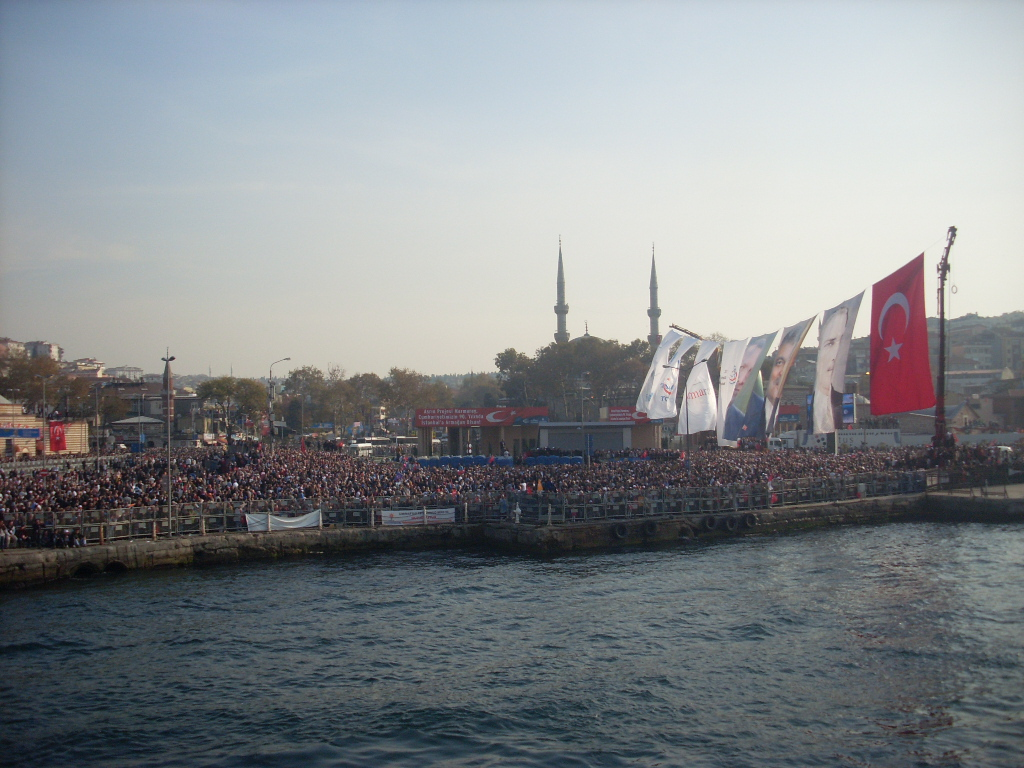
Eröffnungsfeierlichkeiten in Üsküdar (29. Oktober 2013)

Am 29. Oktober 2013, dem 90. Jahrestag der Gründung der Türkischen Republik, wurde der Tunnel unter dem Bosporus dem Verkehr übergeben. Das eröffnete Teilstück umfasste den Tunnel und fünf Stationen. Es war zunächst auf keiner Seite mit dem restlichen Eisenbahnnetz verbunden. Erst am 12. März 2019 gingen die 43 Stationen und die 76,6 km lange Gesamtstrecke in Betrieb.

## Bautechnik

### Lageanforderungen und Material
Die Tunnelröhren liegen in einer Tiefe bis zu 56 m unter N.N. Die darüberstehende Wassersäule verursacht einen Überdruck von ca. 6 bar, dem die Tunnelwand standhalten muss. Zudem muss der Tunnel laut Vorgaben erdbebensicher bis zur Stärke 9 auf der Richterskala sein. Für den Bau der Tunnelröhren wurde deshalb ein spezieller Beton mit Zusatzmitteln entwickelt, der Hochleistungsfließmittel und Luftporenbildner enthält. Der fertige Beton darf keine Risse, nicht einmal im mikroskopischen Bereich, aufweisen. Das entwickelte Material wurde in einem eigens dafür eingerichteten Labor an der Technischen Universität Istanbul strengen Prüfungen unterzogen. Das Gemisch enthält wenig Wasser und Zement, damit 50 °C beim Aushärten nicht überschritten werden (normal sind 70 °C), sodass keine Mikrorisse entstehen.

### Erdbebensicherheit
Istanbul liegt in unmittelbarer Nähe der Nordanatolischen Verwerfung, die rund 20 Kilometer südlich der Stadt in ost-westlicher Richtung durch das Marmarameer verläuft. Die Stadt lebt deshalb mit der ständigen Gefahr heftiger Erdbeben. 1999 ereignete sich ein schweres Erdbeben mit der Stärke 7,4 nach der Richter-Skala mit dem Epizentrum in İzmit ca. 100 Kilometer östlich von Istanbul. Der Marmaray-Tunnel ist deshalb darauf ausgelegt, Erdbeben bis zu einer Stärke von 9,0 nach Richter und auch einer möglichen Bodenverflüssigung auf sandigem Grund zu widerstehen. Um die dafür erforderlichen mechanischen Eigenschaften auch über einen langen Zeitraum (Auslegung auf mindestens 100 Jahre) zu gewährleisten, wurde ein spezielles Betonzusatzmittel entwickelt.

## Technische Daten
- Spurweite: 1435 mm (Normalspur)
- Stromversorgung: 25 kV, 50 Hz über Oberleitung
- Streckenlänge: 76,3 km
  - Davon dreigleisiger Ausbau bestehender oberirdischer Strecken: 62,7 km
  - Neubau-Tunnel: 13,6 km
    - Davon am Meeresgrund: 1,4 km
    - In bergmännischer Bauweise: 9,8 km
    - In offener Bauweise: 2,4 km
- Tiefster Punkt (unter dem Meeresspiegel): −56 m
- Maximale Steigung: 18 ‰
- Kleinster Kurvenradius: 300 m
- Anzahl der Stationen: 40
  - Davon Neubau, komplett im Tunnel: 3
  - Fernverkehrsstationen: 8
- Bahnsteiglänge Nahverkehr: min. 225 m
- Bahnsteighöhe Nahverkehr: 1050 mm
- Bahnsteighöhe Fernverkehr: 550 mm
- Durchschnittlicher Stationsabstand: 2 km
- Fahrgäste pro Stunde je Richtung: 75.000
- Maximale Geschwindigkeit: 100 km/h
- Durchschnittsgeschwindigkeit (İstanbul Banliyö Trenleri): 45 km/h
- Zugfolge: 2 bis 10 Minuten
- Zuglänge (İstanbul Banliyö Trenleri): max. 220 m (Zehn-Wagen-Triebzug)
- Anzahl der neuen Wagen: 440